# FEFANA
La FEFANA ou Association européenne des producteurs et livreurs d'ingrédients et leurs mélanges en nutrition animale est une association européenne qui représente les intérêts de l'industrie des additifs en nutrition animale.
Elle a été créée le 13 octobre 2004 et correspond à la nouvelle forme juridique de l’Association des producteurs d’additifs en nutrition animale créée en 1963.
Elle revendique plus de 100 membres issus de 28 pays.
Elle mène des actions de lobbying auprès des institutions de l'Union européenne et de ses États membres.